# 沙河街道 (成都市)
沙河街道，是中华人民共和国四川省成都市锦江区下辖的一个乡镇级行政单位。
2019年12月25日，成都市人民政府批复同意撤销双桂路街道，将原双桂路街道所属行政区域划归沙河街道管辖。

## 行政区划
沙河街道下辖以下地区：
塔子山社区、沙河社区、静康社区、五福桥社区、牛沙路社区、汇泉路社区、双桂路社区。